# Grive roussâtre
Catharus occidentalis
Espèce
Statut de conservation UICN

 LC  : Préoccupation mineure
La Grive roussâtre (Catharus occidentalis) est une espèce de passereau de la famille des Turdidae.
Cet oiseau vit dans les zones de montagne humide du Mexique (Sierra Madre occidentale, orientale, du sud et cordillère néovolcanique).